# Helina dasyouraea
Helina dasyouraea är en tvåvingeart som beskrevs av Feng och Ye 2007. Helina dasyouraea ingår i släktet Helina och familjen husflugor. Inga underarter finns listade i Catalogue of Life.